# Пул Амбросіо
Пул Едісон Амбросіо Грейфо (ісп. Pool Edison Ambrocio Greifo; нар. 4 грудня 1990) — перуанський борець вільного стилю, дворазовий срібний та триразовий бронзовий призер Панамериканських чемпіонатів, п'ятиразовий чемпіон, срібний та бронзовий призер чемпіонатів Південної Америки, дворазовий срібний призер Південноамериканських ігор, срібний та бронзовий призер Боліваріанських ігор, учасник Олімпійських ігор.

## Життєпис
Боротьбою почав займатися з 2001 року. Багаторазовий призер Панамериканських чемпіонатів у молодших вікових групах. У тому числі Панамериканський чемпіон серед кадетів 2007 року та Панамериканський чемпіон серед юніорів 2009 та 2010 років.
Тренер — Едінсон Леон Флорес (з 2013).

## Спортивні результати на міжнародних змаганнях

### Виступи на Олімпіадах
| Змагання                    | Збірна | Вагова категорія          | Місце |
| --------------------------- | ------ | ------------------------- | ----- |
| Літні Олімпійські ігри 2020 | Перу   | вільна боротьба, до 86 кг | 13    |

### Виступи на Чемпіонатах світу
| Змагання                        | Збірна | Вагова категорія          | Місце |
| ------------------------------- | ------ | ------------------------- | ----- |
| Чемпіонат світу з боротьби 2011 | Перу   | вільна боротьба, до 74 кг | 32    |
| Чемпіонат світу з боротьби 2015 | Перу   | вільна боротьба, до 86 кг | 32    |
| Чемпіонат світу з боротьби 2017 | Перу   | вільна боротьба, до 86 кг | 30    |
| Чемпіонат світу з боротьби 2018 | Перу   | вільна боротьба, до 86 кг | 27    |
| Чемпіонат світу з боротьби 2019 | Перу   | вільна боротьба, до 86 кг | 19    |

### Виступи на Панамериканських чемпіонатах
| Змагання                                   | Збірна | Вагова категорія                 | Місце  |
| ------------------------------------------ | ------ | -------------------------------- | ------ |
| Панамериканський чемпіонат з боротьби 2008 | Перу   | вільна боротьба, до 66 кг        | 5      |
| Панамериканський чемпіонат з боротьби 2010 | Перу   | вільна боротьба, до 84 кг        | 5      |
| Панамериканський чемпіонат з боротьби 2011 | Перу   | вільна боротьба, до 74 кг        | Бронза |
| Панамериканський чемпіонат з боротьби 2012 | Перу   | вільна боротьба, до 74 кг        | 5      |
| Панамериканський чемпіонат з боротьби 2013 | Перу   | вільна боротьба, до 84 кг        | 5      |
| Панамериканський чемпіонат з боротьби 2014 | Перу   | вільна боротьба, до 86 кг        | Бронза |
| Панамериканський чемпіонат з боротьби 2016 | Перу   | вільна боротьба, до 86 кг        | Срібло |
| Панамериканський чемпіонат з боротьби 2017 | Перу   | вільна боротьба, до 86 кг        | 5      |
| Панамериканський чемпіонат з боротьби 2018 | Перу   | вільна боротьба, до 86 кг        | Бронза |
| Панамериканський чемпіонат з боротьби 2019 | Перу   | вільна боротьба, до 86 кг        | 8      |
| Панамериканський чемпіонат з боротьби 2020 | Перу   | вільна боротьба, до 86 кг        | Срібло |
| Панамериканський чемпіонат з боротьби 2022 | Перу   | греко-римська боротьба, до 87 кг | 7      |

### Виступи на Панамериканських іграх
| Змагання                  | Збірна | Вагова категорія          | Місце |
| ------------------------- | ------ | ------------------------- | ----- |
| Панамериканські ігри 2011 | Перу   | вільна боротьба, до 74 кг | 8     |
| Панамериканські ігри 2019 | Перу   | вільна боротьба, до 86 кг | 7     |

### Виступи на Кубках світу
| Змагання                    | Збірна | Вагова категорія          | Місце |
| --------------------------- | ------ | ------------------------- | ----- |
| Кубок світу з боротьби 2020 | Перу   | вільна боротьба, до 86 кг | 13    |

### Виступи на Південної Америки
| Змагання                                    | Збірна | Вагова категорія                 | Місце  |
| ------------------------------------------- | ------ | -------------------------------- | ------ |
| Чемпіонат Південної Америки з боротьби 2012 | Перу   | вільна боротьба, до 74 кг        | Золото |
| Чемпіонат Південної Америки з боротьби 2013 | Перу   | вільна боротьба, до 74 кг        | Бронза |
| Чемпіонат Південної Америки з боротьби 2014 | Перу   | вільна боротьба, до 86 кг        | Золото |
| Чемпіонат Південної Америки з боротьби 2014 | Перу   | греко-римська боротьба, до 85 кг | Срібло |
| Чемпіонат Південної Америки з боротьби 2015 | Перу   | вільна боротьба, до 86 кг        | Золото |
| Чемпіонат Південної Америки з боротьби 2017 | Перу   | вільна боротьба, до 86 кг        | Золото |
| Чемпіонат Південної Америки з боротьби 2019 | Перу   | вільна боротьба, до 86 кг        | Золото |

### Виступи на Південноамериканських іграх
| Змагання                       | Збірна | Вагова категорія          | Місце  |
| ------------------------------ | ------ | ------------------------- | ------ |
| Південноамериканські ігри 2014 | Перу   | вільна боротьба, до 86 кг | Срібло |
| Південноамериканські ігри 2018 | Перу   | вільна боротьба, до 86 кг | Срібло |

### Виступи на Боліваріанських іграх
| Змагання                 | Збірна | Вагова категорія                 | Місце  |
| ------------------------ | ------ | -------------------------------- | ------ |
| Боліваріанські ігри 2013 | Перу   | вільна боротьба, до 84 кг        | Срібло |
| Боліваріанські ігри 2022 | Перу   | греко-римська боротьба, до 87 кг | Бронза |

### Виступи на інших змаганнях
| Змагання                                                               | Збірна | Вагова категорія                 | Місце  |
| ---------------------------------------------------------------------- | ------ | -------------------------------- | ------ |
| Олімпійський кваліфікаційний турнір з боротьби 2012 (Кіссіммі-Орландо) | Перу   | вільна боротьба, до 74 кг        | 5      |
| Гран-прі Іспанії з боротьби 2012                                       | Перу   | вільна боротьба, до 74 кг        | 7      |
| Cerro Pelado International 2013                                        | Перу   | вільна боротьба, до 84 кг        | 8      |
| Міжнародний меморіал Дейва Шульца 2014                                 | Перу   | вільна боротьба, до 86 кг        | 4      |
| Кубок Бразилії з боротьби 2014                                         | Перу   | вільна боротьба, до 86 кг        | Бронза |
| Олімпійський кваліфікаційний турнір з боротьби 2016 (Фріско)           | Перу   | вільна боротьба, до 86 кг        | Бронза |
| Олімпійський кваліфікаційний турнір з боротьби 2016 (Улан-Батор)       | Перу   | вільна боротьба, до 86 кг        | 14     |
| Олімпійський кваліфікаційний турнір з боротьби 2016 (Стамбул)          | Перу   | вільна боротьба, до 86 кг        | 5      |
| Золотий Гран-прі з боротьби 2016                                       | Перу   | вільна боротьба, до 86 кг        | 8      |
| Cerro Pelado International 2017                                        | Перу   | вільна боротьба, до 86 кг        | Бронза |
| Інтерконтинентальний кубок з боротьби 2017                             | Перу   | вільна боротьба, до 86 кг        | 15     |
| Кубок Бразилії з боротьби 2017                                         | Перу   | вільна боротьба, до 86 кг        | Золото |
| Кубок Бразилії з боротьби 2017                                         | Перу   | греко-римська боротьба, до 85 кг | Золото |
| Турнір Дана Колова — Николи Петрова 2018                               | Перу   | греко-римська боротьба, до 87 кг | 12     |
| Турнір Дана Колова — Николи Петрова 2018                               | Перу   | вільна боротьба, до 86 кг        | 5      |
| Міжнародний меморіал Білла Фаррелла 2018                               | Перу   | вільна боротьба, до 86 кг        | 5      |
| Відкритий чемпіонат Польщі з боротьби 2018                             | Перу   | вільна боротьба, до 86 кг        | 16     |
| Турнір Олександра Медведя 2018                                         | Перу   | вільна боротьба, до 86 кг        | 5      |
| Меморіал Іона Корнеану і Ладислава Сімона 2018                         | Перу   | вільна боротьба, до 86 кг        | Бронза |
| Гран-прі Іспанії з боротьби 2019                                       | Перу   | вільна боротьба, до 86 кг        | 5      |
| Олімпійський кваліфікаційний турнір з боротьби 2020 (Оттава)           | Перу   | вільна боротьба, до 86 кг        | Срібло |
| Турнір міста Сассарі з боротьби 2021                                   | Перу   | вільна боротьба, до 86 кг        | Бронза |
| Турнір Яшара Догу 2021                                                 | Перу   | вільна боротьба, до 86 кг        | 14     |

### Виступи на змаганнях молодших вікових груп
| Змагання                                                 | Збірна | Вагова категорія                 | Місце  |
| -------------------------------------------------------- | ------ | -------------------------------- | ------ |
| Панамериканський чемпіонат з боротьби серед кадетів 2005 | Перу   | вільна боротьба, до 58 кг        | Бронза |
| Панамериканський чемпіонат з боротьби серед кадетів 2007 | Перу   | греко-римська боротьба, до 69 кг | Золото |
| Панамериканський чемпіонат з боротьби серед кадетів 2007 | Перу   | вільна боротьба, до 69 кг        | Срібло |
| Панамериканський чемпіонат з боротьби серед юніорів 2007 | Перу   | вільна боротьба, до 66 кг        | Бронза |
| Панамериканський чемпіонат з боротьби серед юніорів 2009 | Перу   | греко-римська боротьба, до 74 кг | Срібло |
| Панамериканський чемпіонат з боротьби серед юніорів 2009 | Перу   | вільна боротьба, до 74 кг        | Золото |
| Панамериканський чемпіонат з боротьби серед юніорів 2010 | Перу   | вільна боротьба, до 84 кг        | Золото |